# Mr. Saxobeat
Mr. Saxobeat è un singolo della cantante rumena Alexandra Stan, pubblicato il 12 settembre 2010 come secondo estratto dal primo album in studio Saxobeats.
Il brano, tormentone estivo del 2011, è stato un successo in Romania, restando diverse settimane alla posizione numero uno della classifica dei singoli del Paese. Ha riscosso comunque grande successo anche in altri Paesi, in particolare in Italia, dove ha raggiunto la vetta della classifica dei singoli rimanendovi per quattro settimane consecutive e conquistando vari dischi di platino.

## Descrizione
Mr. Saxobeat è un brano dance con elementi house. La canzone contiene un messaggio d'amore nel quale la Stan parla di un uomo dal quale è attratta e del modo in cui la fa muovere.
Il sassofono è presente per tutta la durata della canzone, che è ritmata da battiti trance. Prodotta dal rumeno Marcel Prodan, è stata scritta dallo stesso Prodan e da André Nemirschi.

Il testo parla di una donna che prova ad affascinare l'uomo di cui è innamorata. Il seguito del brano è chiamato Get Back (ASAP) ed è il successivo singolo della Stan ad essere pubblicato.

## Video musicale
Il video è ambientato in un centro di polizia e mostra la cantante che, assieme alle sue complici, viene arrestata, interrogata e chiusa in cella. Tuttavia, grazie al loro fascino riescono a imbrogliare la guardia e a fuggire travestendosi da poliziotte. Il video è stato pubblicato il 15 novembre 2010, riscuotendo ben presto un ragguardevole successo.
Il video è stato girato negli studi della MediaPro Pictures a Buftea, in Romania.

## Tracce
Download digitale
1. Mr. Saxobeat – 3:15

Download digitale (Italia)
1. Mr. Saxobeat – 3:15
2. Mr. Saxobeat (Extended Version) – 4:16

Mr. Saxobeat - Remixes EP (Italia)
1. Mr. Saxobeat (Bodybangers Remix) – 5:50
2. Mr. Saxobeat (Kenny Hayes Mix) – 5:30
3. Mr. Saxobeat (Hi Def Radio Edit) – 3:00
4. Mr. Saxobeat (Hi Def Mix) – 6:53
5. Mr. Saxobeat (Hi Def Instrumental Mix) – 6:53

Mr. Saxobeat EP (Regno Unito)
1. Mr Saxobeat (UK Radio Edit) – 2:31
2. Mr Saxobeat (Extended Mix) – 4:15
3. Mr Saxobeat (Hi Def Radio Edit) – 3:00
4. Mr Saxobeat (Hi Def Mix) – 6:53
5. Mr Saxobeat (Kenny Hayes Mix) – 5:30

Mr. Saxobeat - Italian Remixes EP (Italia)
1. Mr. Saxobeat (Gabry Ponte Radio Edit) – 3:02
2. Mr. Saxobeat (Gabry Ponte Extended Mix) – 6:03
3. Mr. Saxobeat (Paolo Noise Radio Edit) – 3:33
4. Mr. Saxobeat (Paolo Noise Remix Extended) – 6:04
5. Mr. Saxobeat (Ali6 Rmx 011) – 3:22
6. Mr. Saxobeat (Wender Remix) – 5:55
7. Mr. Saxobeat (D&F Persi Remix) – 3:33

Mr. Saxobeat EP (Germania)
1. Mr. Saxobeat (Radio Edit) – 3:15
2. Mr. Saxobeat (Acoustic Version) – 3:01
3. Mr. Saxobeat (Extended Version) – 4:16
4. Mr. Saxobeat (Bodybangers Remix) – 5:51
5. Mr. Saxobeat (Bodybangers Remix Edit) – 3:23

## Classifiche

### Classifiche settimanali
| Classifica (2010-25) | Posizione massima |
| -------------------- | ----------------- |
| Australia            | 19                |
| Austria              | 1                 |
| Belgio (Fiandre)     | 5                 |
| Belgio (Vallonia)    | 2                 |
| Canada               | 25                |
| Danimarca            | 1                 |
| Finlandia            | 2                 |
| Francia              | 6                 |
| Germania             | 1                 |
| Irlanda              | 6                 |
| Italia               | 1                 |
| Kazakistan           | 108               |
| Libano               | 9                 |
| Moldavia             | 73                |
| Norvegia             | 2                 |
| Nuova Zelanda        | 4                 |
| Paesi Bassi          | 4                 |
| Regno Unito          | 3                 |
| Repubblica Ceca      | 2                 |
| Romania              | 1                 |
| Russia               | 1                 |
| Slovacchia           | 1                 |
| Spagna               | 3                 |
| Stati Uniti          | 21                |
| Svezia               | 3                 |
| Svizzera             | 1                 |
| Ucraina              | 10                |
| Ungheria             | 8                 |

### Classifiche di fine anno
| Classifica (2011) | Posizione |
| ----------------- | --------- |
| Australia         | 94        |
| Belgio (Fiandre)  | 49        |
| Belgio (Vallonia) | 22        |
| Canada            | 85        |
| Danimarca         | 20        |
| Francia           | 22        |
| Germania          | 2         |
| Italia            | 2         |
| Paesi Bassi       | 17        |
| Regno Unito       | 22        |
| Russia            | 1         |
| Spagna            | 12        |
| Svezia            | 19        |
| Svizzera          | 3         |
| Ucraina           | 9         |
| Classifica (2012) | Posizione |
| Italia            | 78        |
| Russia            | 91        |
| Ucraina           | 152       |

### Classifiche di fine decennio
| Classifica (2010-19) | Posizione |
| -------------------- | --------- |
| Russia               | 23        |
| Ucraina              | 84        |

## Date di pubblicazione
| Nazione     | Data              | Formato                       | Etichetta                                              |
| ----------- | ----------------- | ----------------------------- | ------------------------------------------------------ |
| Romania     | 12 settembre 2010 | Download digitale, Airplay    | Maan Music                                             |
| Francia     | 22 novembre 2010  | Download digitale             | Play On                                                |
| Spagna      | 13 dicembre 2010  | Download digitale             | Blanco y Negro Music                                   |
| Italia      | 28 gennaio 2011   | Download digitale             | EGO Italy                                              |
| Belgio      | 11 febbraio 2011  | Download digitale             | MediaPro Music Entertainment, Universal Music Belgium  |
| Francia     | 14 febbraio 2011  | CD singolo                    | Play On                                                |
| Svizzera    | 18 febbraio 2011  | Download digitale             | MediaPro Music Entertainment, Sony Music Entertainment |
| Danimarca   | 18 febbraio 2011  | Download digitale             | MediaPro Music Entertainment, Sony Music Entertainment |
| Norvegia    | 18 febbraio 2011  | Download digitale             | MediaPro Music Entertainment, Sony Music Entertainment |
| Svezia      | 18 febbraio 2011  | Download digitale             | MediaPro Music Entertainment, Sony Music Entertainment |
| Austria     | 18 febbraio 2011  | Download digitale             | MediaPro Music Entertainment, Sony Music Entertainment |
| Germania    | 18 febbraio 2011  | Download digitale             | MediaPro Music Entertainment, Sony Music Entertainment |
| Stati Uniti | 24 febbraio 2011  | Download digitale             | Ultra Records                                          |
| Canada      | 24 febbraio 2011  | Download digitale             | Ultra Records                                          |
| Regno Unito | 21 aprile 2011    | Download digitale             | AATW                                                   |
| Germania    | 6 maggio 2011     | CD singolo, Download digitale | Sony                                                   |
| Italia      | 28 giugno 2011    | CD singolo                    | EGO Italy                                              |
| Australia   | 1º luglio 2011    | Download digitale             | MediaPro Music Entertainment                           |
| Germania    | 8 luglio 2011     | CD maxi singolo               | Sony                                                   |

## Cover
- 2011 - Krizia nella compilation Summer Party (Itwhy – IT CD 330)
- 2023 - Nel singolo Vetri neri di Ava, Anna e Capo Plaza è presente un campionamento del brano di Alexandra Stan.[72]